# 喬扎尼楚瓦卡灣國家公園
喬扎尼楚瓦卡灣國家公園（英語：Jozani Chwaka Bay National Park）是東非國家坦桑尼亞的國家公園，位於桑給巴爾島上，距離桑給巴爾石頭城35公里:892，佔地50平方公里，成立於2004年，野生動物有嬰猴、樹蹄兔、超過50種蝴蝶和40種鳥類。